# Artimpaza subopaca
Artimpaza subopaca är en skalbaggsart som först beskrevs av Maurice Pic 1950.  Artimpaza subopaca ingår i släktet Artimpaza och familjen långhorningar. Inga underarter finns listade.